# Louise-Henriette-Françoise de Lorraine
Ne doit pas être confondu avec Louise-Henriette-Gabrielle de Lorraine.
Pour les articles homonymes, voir Louise de Lorraine.
Louise-Henriette-Françoise de Lorraine, dite mademoiselle de Guise, est une dame de la noblesse française née en 1707 et morte le 31 mars 1737. Appartenant à la Maison de Guise, branche cadette de la Maison de Lorraine, elle bénéficie des égards et prérogatives dus aux membres des familles souveraines. Elle épouse Emmanuel-Théodose de La Tour d'Auvergne (1668-1730) et devient comtesse d’Évreux et duchesse de Bouillon.

## Biographie
Elle épouse le 21 mars 1725 Emmanuel-Théodose de La Tour d'Auvergne avec lequel elle a une fille, Marie-Sophie-Charlotte (1729-1763), qui épouse Charles-Juste de Beauvau-Craon.
Veuve à l'âge de 23 ans, elle devient la maîtresse de son beau-fils, Charles-Godefroy de La Tour d'Auvergne, qui a un an de plus qu'elle. Elle fut aussi la maîtresse de Louis de Bourbon-Condé (1709-1771).
La rumeur publique prétend qu'elle aurait fait empoisonner Adrienne Lecouvreur, sa rivale dans le cœur du maréchal de Saxe. L'autopsie n'a révélé aucune trace de poison dans le corps de la comédienne.
Elle meurt en 1737 au Grand hôtel de Bouillon, 17 quai Malaquais (6e arrondissement de Paris), en proclamant son innocence.

## Sources
Georges Poull, La Maison ducale de Lorraine, Presses universitaires de Nancy, 1991.